# Dragonáda
Dragonáda (grec moderne : Δραγονάδα) est une île inhabitée grecque des Dionysades, située au nord-est de la Crète et appartenant administrativement à Sitía.

## Géographie
Située à 14 km au nord de Sitía, elle s'étend sur 1,6 km de large pour une longueur de 3,6 km. Zone environnementale protégée, elle abrite des plantes et des animaux rares tel le faucon d'Éléonore,.